# حادث إطلاق النار بكنيسة في مدينة كيزليار داغستان 2018
حدث يوم 18 فبراير 2018 إطلاق نار بكنيسة في مدينة كيزليار بجنوب جمهورية داغستان الروسية. وقُتل 5 أشخاص من المحتفلين بعيد الماسلينيتسا، وأفاد بيان للشرطة المحلية بأن "جميع القتلى من النساء" وأن من بين الجرحى 3 من عناصر الحرس الوطني الروسي". وأكدت الشرطة أن الهجوم نفذه شخصان (رجل وزوجته)، وذكرت أن الزوجة هربت قبل بدء زوجها بإطلاق النار على الحشد مستخدما بندقية صيد في العملية، وأعلنت القوات الأمنية إلقاء القبض عليها. وأضاف أن "المسلح من سكان مدينة كيزليار، وهو من مواليد 1995".

## وصلات خارجية
- (روسيا اليوم): قتلى وجرحى بإطلاق نار على حشد في جمهورية داغستان الروسية